# Жанибекова, Ольга Советбаевна
Ольга Советбаевна Жанибекова (р.15 июля 1986, Актюбинск, КазССР, СССР) — казахстанская спортсменка, борец вольного стиля, призёрка чемпионата мира.

## Биография
Родилась в 1986 году в Актюбинске. Сначала занималась дзюдо, впоследствии переключилась на вольную борьбу. В 2005 и 2006 годах выигрывала бронзовые медали чемпионата Азии. В 2007 году завоевала серебряную медаль чемпионата Азии и бронзовую медаль чемпионата мира. В 2008 году приняла участие в Олимпийских играх в Пекине, но там стала лишь 13-й. В 2010 году вновь завоевала бронзовую медаль чемпионата Азии.